# Janthina pallida
Janthina pallida — вид морских брюхоногих моллюсков семейства Janthinidae. Максимальная зафиксированная длина раковины 28 мм. Морские приповерхностные обитатели открытого моря, встречаются на глубине не более 1 метра.